# 天耀廣場
天耀廣場（英語：Tin Yiu Plaza）是香港一個中型的購物中心，位於新界元朗天水圍天耀路天耀邨第3B期內，是天水圍區內首個屋邨商場。商場於1992年落成，原為香港房屋委員會購物商場，現為領展旗下屋邨商場。

## 簡介
天耀廣場樓高兩層（商業部分），佔地16,200平方米，自1992年落成時已設有冷氣；主要商戶包括診所、髮廊、電器店、7-11便利店、惠康超級市場、渣打銀行和幼兒中心等。食肆包括聯邦皇宮、大快活快餐店、麥當勞餐廳和肯德基等。
在2016年重新裝修前，商場設有非空調街市，裝修後原街市位置改為其他商舖，需要在街市購物的居民需改到其他就近商場的街市。

## 主要商舖
下列為節錄，並非列出所有商舖：
- 飲食
  - 君爵酒窖
  - 麥當勞
  - McCafé
  - 十勝牛和食料理
  - 佳記餐廳
- 購物
  - 大一時裝
  - 眼鏡88
  - 溢聲鐳射影視中心
- 日常生活
  - 萬寧
  - 大昌食品市場
  - 7-11便利店
  - 天耀郵政局
  - 西醫診療所
  - 禮賢會幼稚園及幼兒園
  - 新偶像髮型屋
  - 道安（富榮）參茸中西藥房
  - 天寶大藥行
  - 富城參茸海味藥業公司

## 街市
天耀街市隨商場於1992年開業，原本共有67個檔攤。
然而在2016年，領展計劃於年初將街市改建為商場一部分，天耀街市因此消失。

## 商場翻新工程

### 翻新前

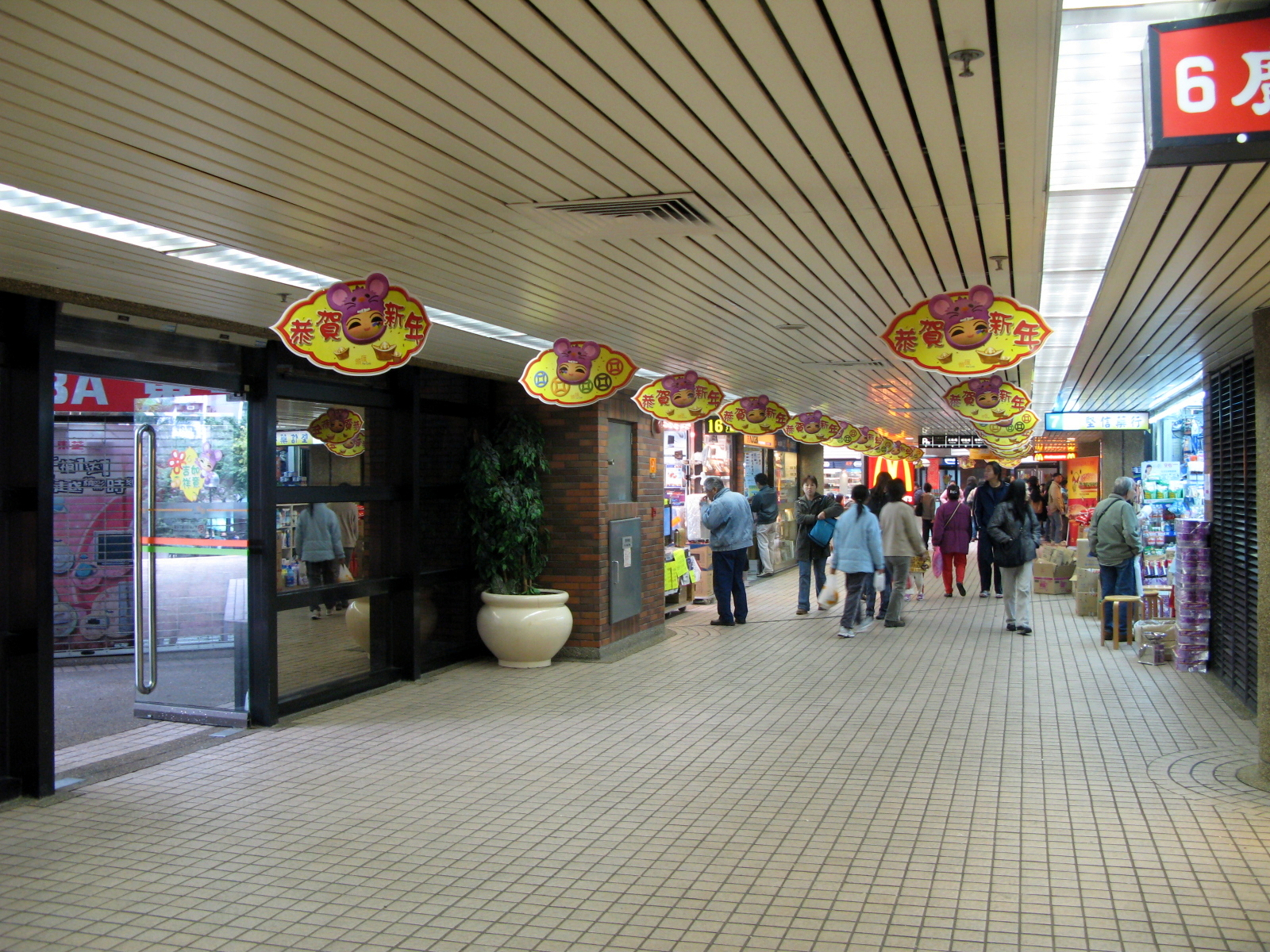
翻新前天耀商場通道（2008年）
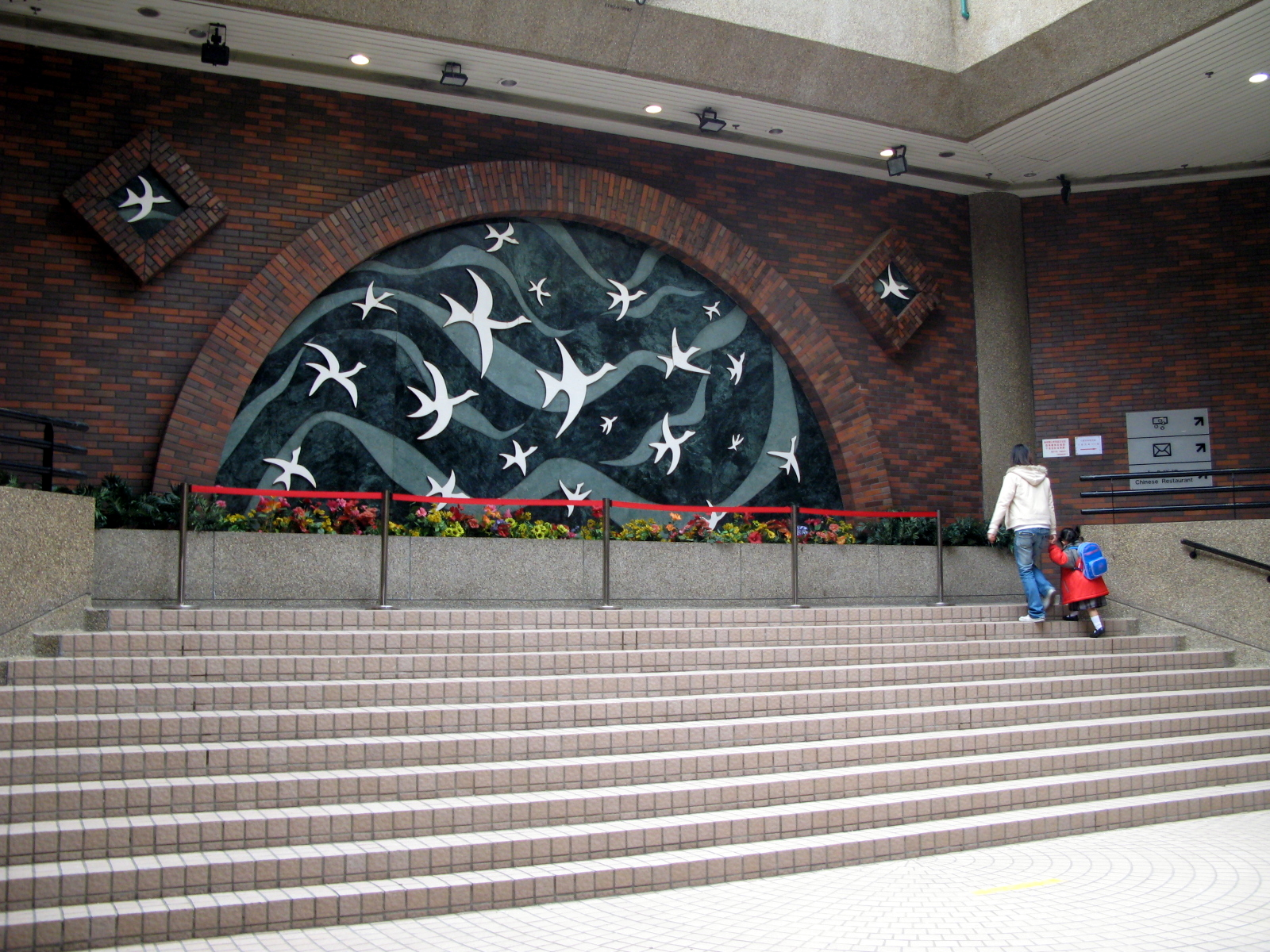
翻新前天耀商場中庭樓梯
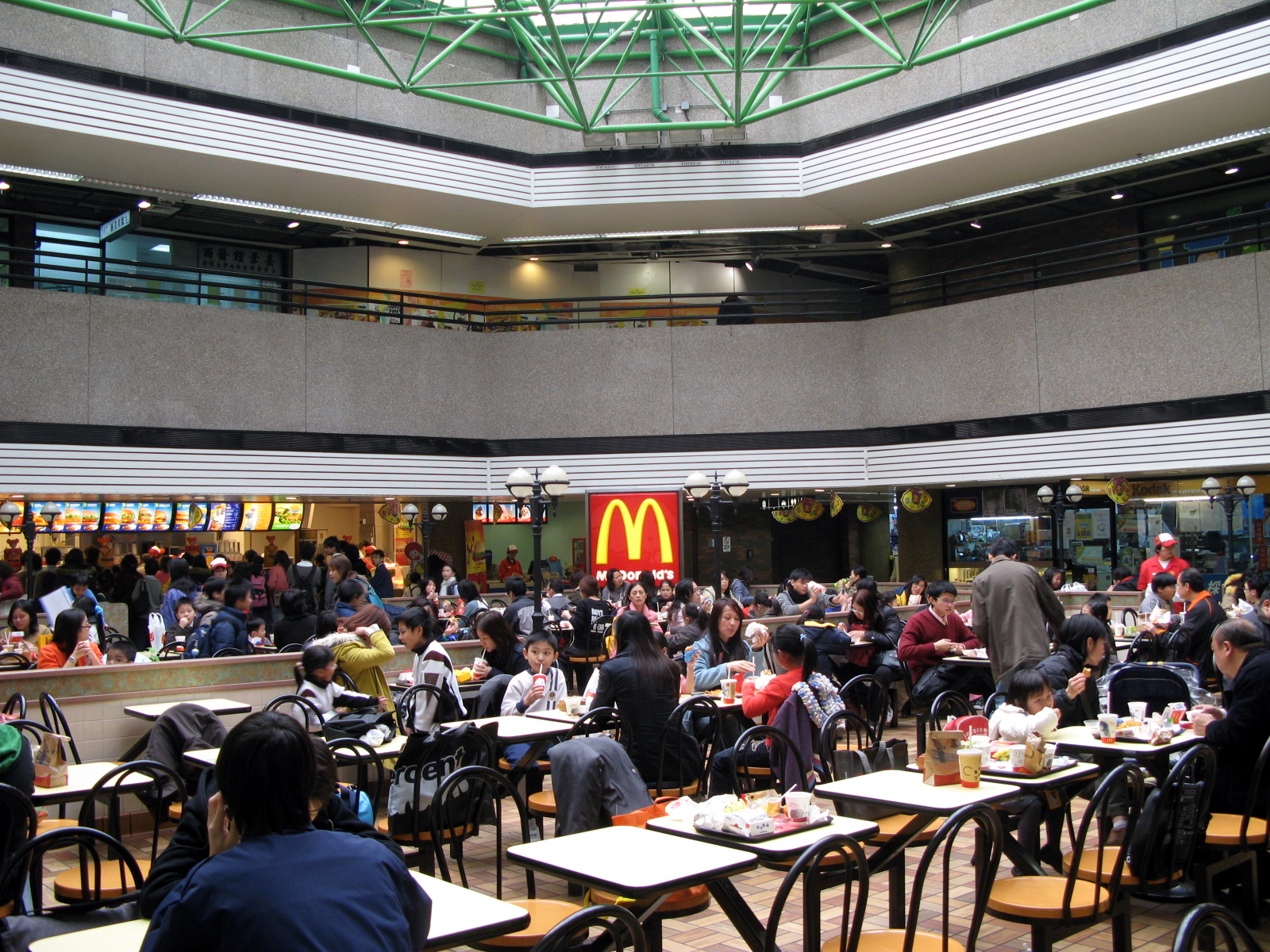
翻新前地下之麥當勞

### 第一次（2008年）
2008年3月開始，領展（時稱：領匯）為商場進行翻新工程，期望能吸引經深圳灣口岸抵港的遊客等邨外人流購物。不少商戶會受到影響，包括場內搬遷、改建、新開業及結業。領匯關閉商場平台大部份地方甚至整個街市，亦拆除部分公共設施，如座椅及花槽，以騰出空間建成新舖。
整項翻新工程原訂於2008年第4季完成，惟直至2009年夏天該工程仍在進行當中，工程最終約在2009年下半年完成；同年12月，商場已改稱天耀廣場。

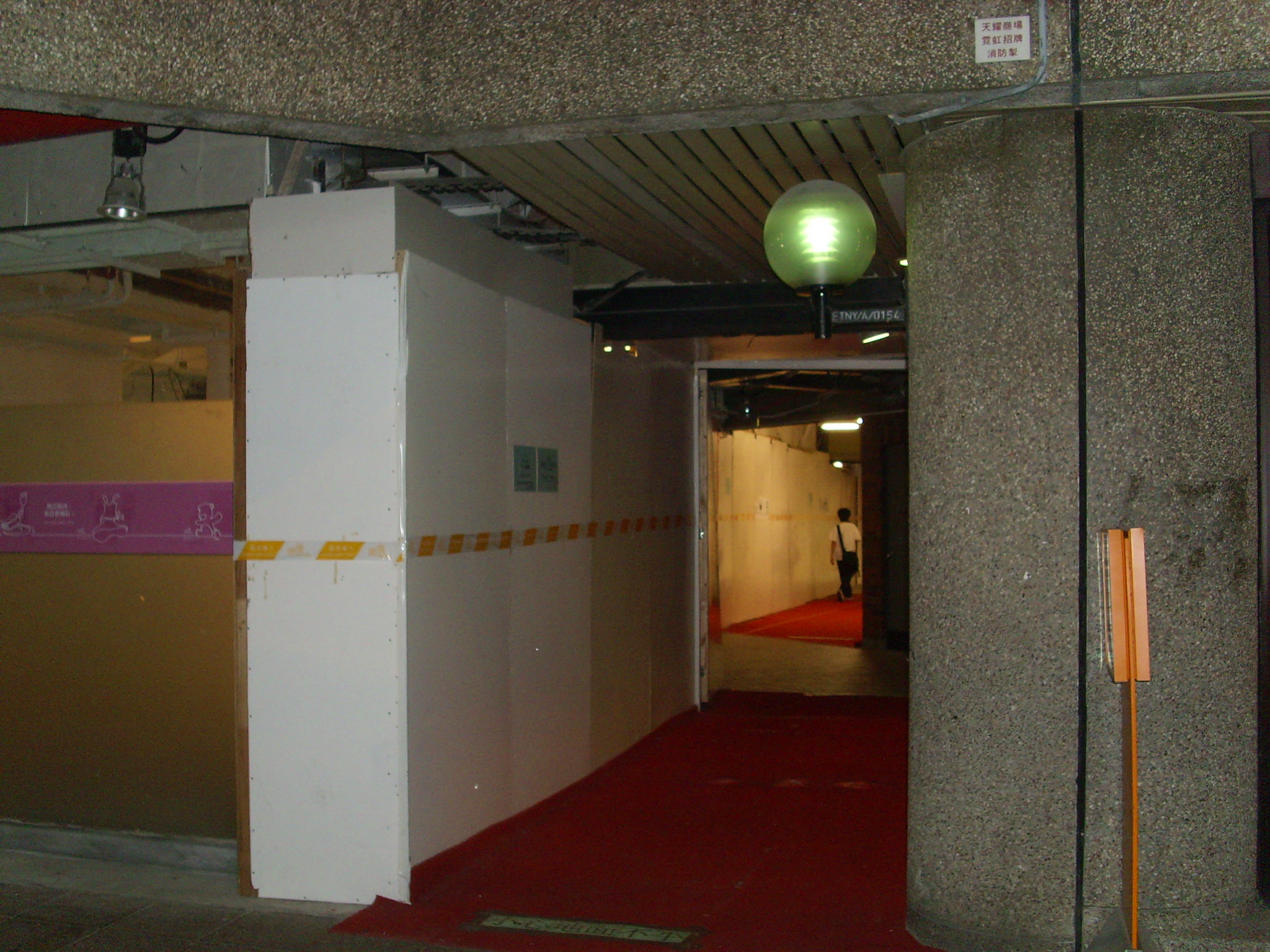
翻新工程進行中的天耀商場
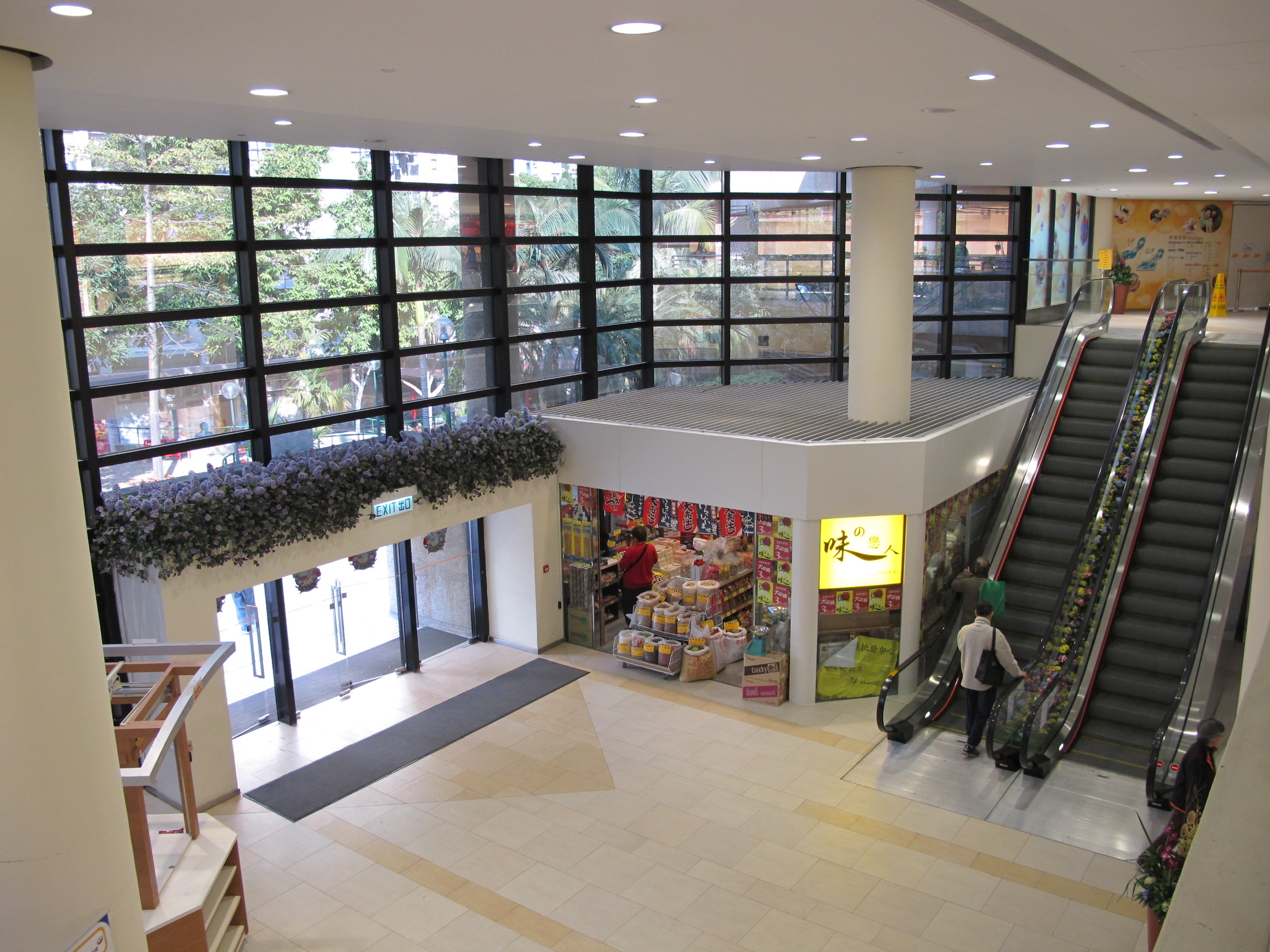
翻新後的天耀廣場（2011年）
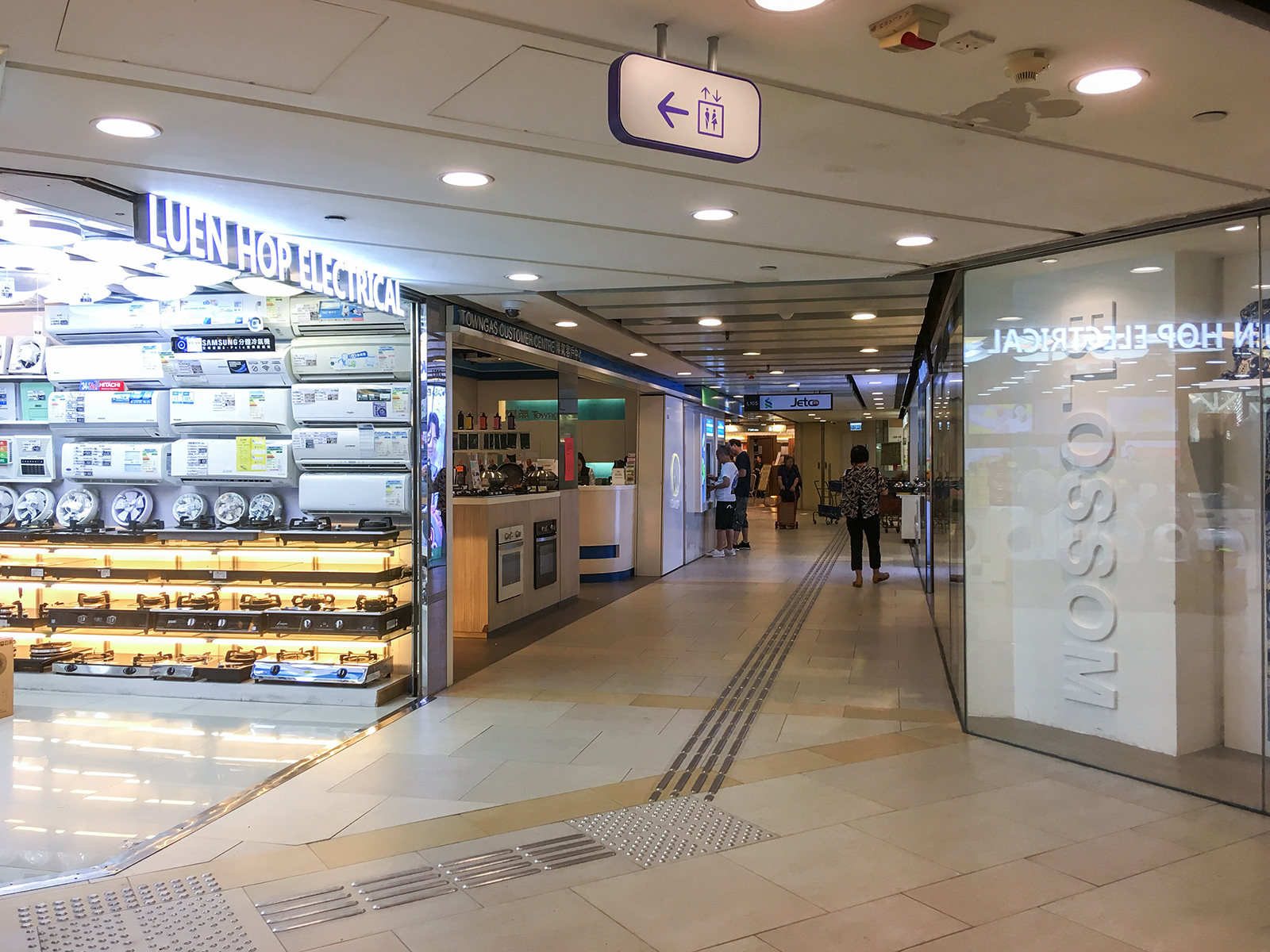
翻新後的天耀廣場1樓商店（2019年）

下列列表為首次翻新工程完成後、各商店的變遷資料
|           | 此列表為首次翻新工程完成後、各商店的變遷資料（按「展開」瀏覽詳情） |
| 搬遷      | - 車厘子餅店（已完成） - 眼鏡88（已完成） - 新偶像髮型屋（已完成） - 天耀郵政局（已完成） - 千年史文具店（已完成） - 道安（富榮）參茸中西藥房（已完成） - 天寶大藥行（已完成） - 富城參茸海味藥業公司（與天寶大藥行合併） - 138皮鞋公司（已完成） - 寶圖美沖曬店（已完成） - 台灣廣良興食品公司（已完成） - 聯合電業有限公司（已完成） - 堅信藥行（搬遷至天耀街市） - 香港寬頻專門店 |
| 改建/擴建 | - 萬寧（已完成） - 7-11便利店（已完成） - 麥當勞（已完成） |
| 結業      | - 崑崗公司(鞋店)（開業逾10年） - 八達電訊 - 耀德鐘表（遷至嘉湖新北江商場） - 志樂公司（文具店）（開業逾10年） - 海威運動用品公司（開業逾10年） - 典雅髮型（開業16年）（2008年9月28日結束營業，9月30日歸還舖位） - 永成公司（鞋店）（開業逾10年） - 鍾景熹醫生（開業逾10年；遷至嘉湖銀座，逢星期一應診） - 阿波羅美極屋（開業逾20年） - 思美減肥美容中心（開業逾10年） - 大一時裝 - 美心西餅（開業逾20年） - 美心大酒樓（開業逾20年） - 惠康超級市場（開業逾20年） - 美心MX - 溢聲鐳射影視中心 |
| 新開業    | - 尚目眼鏡 - eCosway - 屈臣氏 - Pudding（時裝店） - Pizza Box - 一粥麵 - 名店坊珠寶 - A+A Fashion - 中國移動通信專門店 - 百佳超級市場 - 聯邦皇宮 - 大快活 - 王老吉涼茶（已結業） - 椰林閣餐廳（已結業） - 美琪（運動服裝店）（已結業） - 美琪M3（運動服裝店）（已結業） - Cutie（精品店）（已結業） - Ego（運動服裝店）（已結業） - My Sport（運動服裝店）（已結業） - Western Union 西聯匯款（已結業） - 廸斯琴行（遷至天慈商場） - 零食世界（已結業） - Uncle Potato（已結業） - 肥媽店（已結業） - 味の戀人（已結業） - 水研社台式飲品（遷往新北江商場繼續營業） - 3專門店（已結業） - G4電腦（已結業） |

### 第二次（2013年）
2013年，天耀廣場再進行第二輪全新的改善與翻新工程。
而前天耀街市在2016年2月底關閉後亦改建為商場，在2017年5月重開；租戶以小食店、便利店和時裝店為主。餐廳包括BUGIS @ 叻沙.海南雞飯、肯德基、吉野家和譚仔三哥。

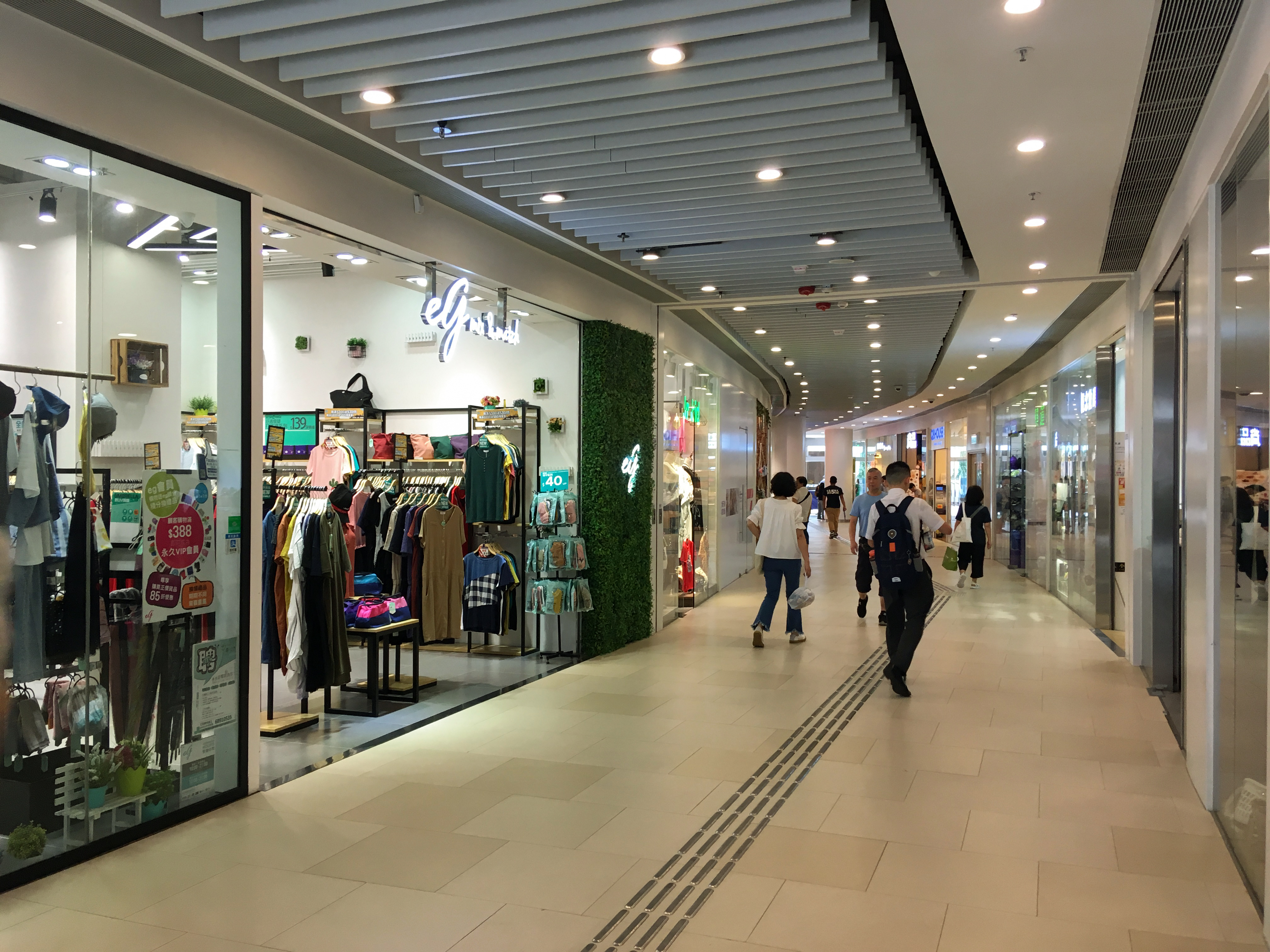
前天耀街市範圍在2017年5月重開後成為商場一部分
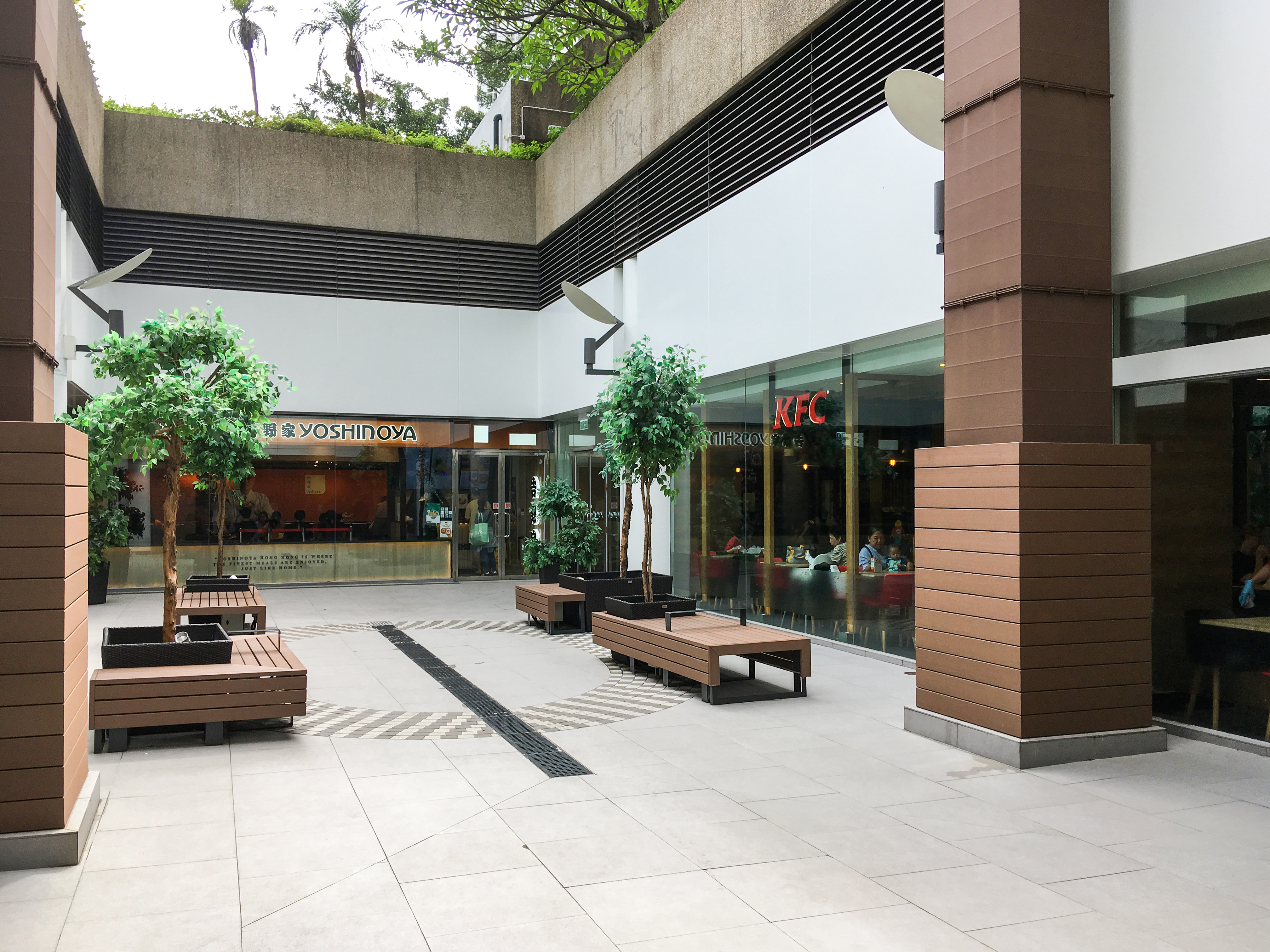
前天耀街市內的商場庭院
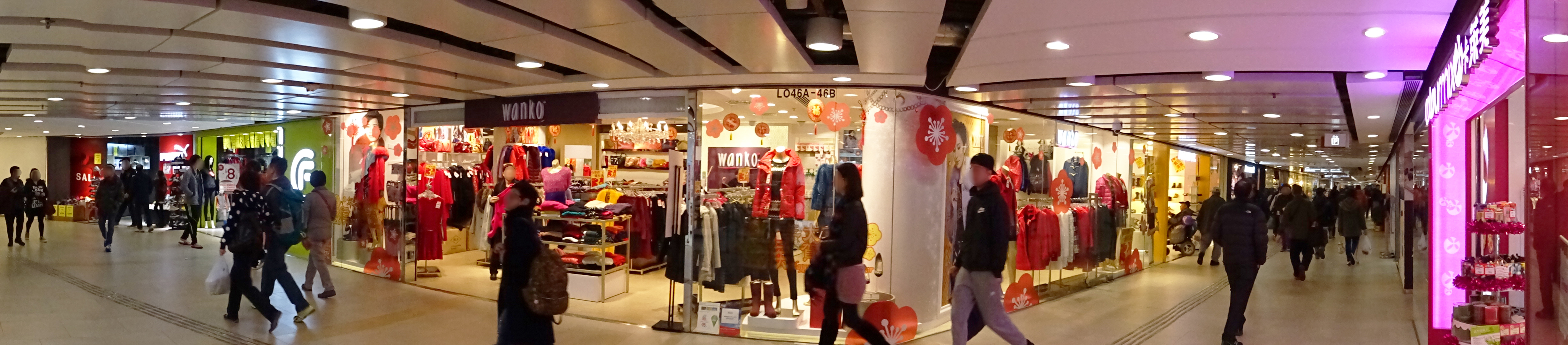
天耀廣場全景
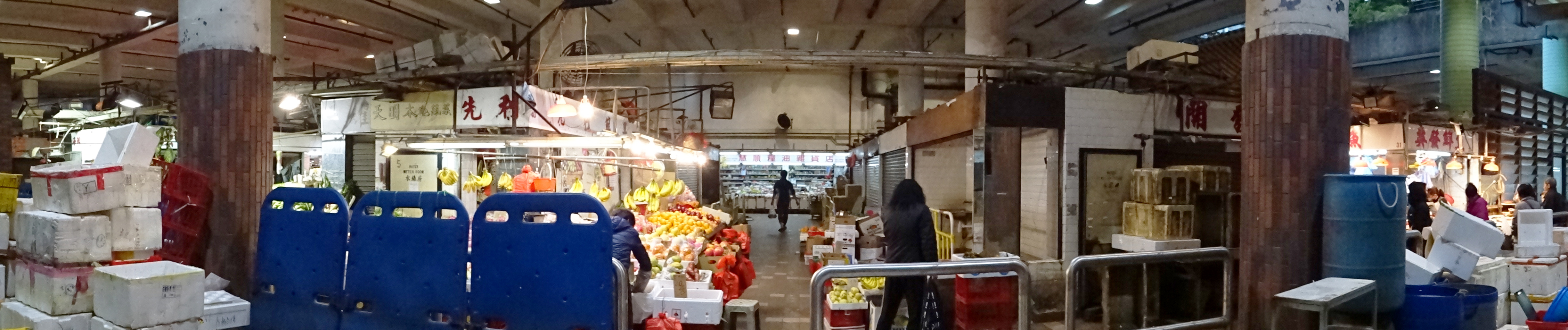
結業前的天耀街市全景

## 事件／爭議
- 2016年，領展計劃於年初將街市改建為商場，居民批評領展漠視居民需要，組成「天水圍天耀街市關注組」，發起遊行，要求領展擱置計劃，保留天耀街市方便居民購物。[2]有區議員批評領展取消濕貨區等同取消街市，不合乎屋邨街市的基本要求，對此表示強烈反對。又指從天慈邨步行到天盛苑需時，輕鐵亦要「兜大圈」才到，設立特價區難以彌補居民損失。他又認為送餸服務是不合理及荒謬，建議食環署在天水圍增設街市，增加競爭及市民選擇。領展表示會為區內長者提供免費送餸服務，由天盛街市送到天耀廣場。[3]部份檔販留守最後一刻，批評政府漠視民意，縱容領展欺壓基層商戶和街坊。
  - 同年2月27日，天耀街市關注組等團體到街市舉辦悼念會；最終街市在2月29日正式關閉。[4]

## 外部連結
- 天耀廣場簡介-領展（页面存档备份，存于）